# پاپیتال (فیلم)
پاپیتال فیلمی به کارگردانی اردشیر شلیله و نویسندگی فریدون فرهودی ساختهٔ سال ۱۳۸۵ است.

## خلاصه داستان
مریم زادمهر وکیل دعاوی در کار خود موفق است. یکی از موکلین او زنی است به نام عطیه که از جانب همسرش دائماً مورد ضرب و شتم قرار می‌گیرد. همسر او (جلیل) مشکوک به بیماری «پارانویای» (بدبینی مفرط به دیگران) است. مریم با تلاش‌های پی‌گیر حکم طلاق عطیه را از دادگاه می‌گیرد.

## بازیگران
- مسعود رایگان
- نگار فروزنده
- اردلان شجاع‌کاوه
- علیرضا اوسیوند
- شهناز شهبازی
- منوچهر علیپور
- مرتضی کاظمی
- شیرین ایزدی
- فرانک سعیدی
- تورج فرامرزیان
- محمدعلی ساربان
- مجید عبدالعظیمی
- ترلان پروانه
- امیرعلی رضویان